# Chiesa di San Giacomo Maggiore Apostolo (Rio di Pusteria)
La chiesa di San Giacomo Maggiore Apostolo (in tedesco Pfarrkirche zum Hl. Jakob) è la parrocchiale di Maranza, frazione di Rio di Pusteria, in provincia autonoma di Bolzano. Appartiene al decanato di Bressanone-Rodengo della diocesi di Bolzano-Bressanone e risale al XVIII secolo.

## Storia
La storia del sito dove sorge il luogo di culto inizia in epoca precristiana ma la chiesa parrocchiale recente risale al 1775.

## Descrizione

### Esterno
La chiesa si trova nella zona del camposanto della comunità, nella parte centrale dell'abitato, con orientamento verso sud ovest. La torre campanaria è posta in posizione avanzata, davanti alla facciata del tempio.

### Interno
L'interno della sala è barocco e conserva importanti affreschi opera di Johann Mitterwurzer. Su un altare laterale sono presenti le statue lignee che raffigurano i tre santi Aubert, Cubert e Gwerre.